# Wedge Tomb von Island

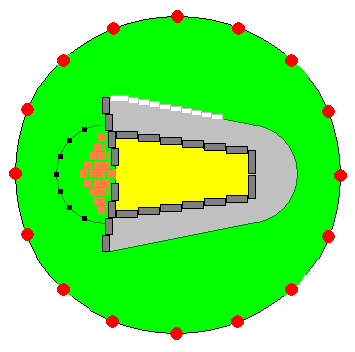
Prinzipskizze dieses Tombs

Das Wedge Tomb von Island liegt im gleichnamigen Townland (irisch An tOileán). Es ist ein, was die Dimensionen der verwendeten Steine betrifft, im Verhältnis zum 20 Kilometer entfernten Labbacallee recht kleines Wedge Tomb, das im Jahre 1957 von Michael J. O’Kelly (1915–1982) ausgegraben wurde. Es liegt etwa 8,8 Kilometer südlich von Mallow im County Cork in Irland. Das Grab von Trefignath auf Anglesey hat große Ähnlichkeit mit Island.
Wedge Tombs (deutsch „Keilgräber“), früher auch „wedge-shaped gallery grave“ genannt, sind ganglose, mehrheitlich ungegliederte Megalithbauten der späten Jungsteinzeit und der frühen Bronzezeit.
Zwei 1,65 m hohe Steine markieren den Zugang zu der 5,74 m langen Kammer. Eine Doppelreihe von Steinen bildet die vorne 1,2 m und hinten 0,75 m breite Kammer in Form eines „U“ beziehungsweise des namengebenden Keiles. Im Eingang der Galerie steht ein 0,68 m hoher Pfeiler. Sein Zweck ist unbekannt. Er wurde bekannt als der „Sentinelstone“ (deutsch Wächterstein) bekannt. Ein Sockel für einen ähnlich platzierten Stein wurde in der Vorkammer von Ballyedmonduff gefunden. Ein Stein in der Mitte des Eingangs ist ein Merkmal mehrerer Anlagen in Ulster und anderswo. Die Decke besteht aus dünnen Platten. Die Anlage wurde von einem apsidenförmigen Steinhügel bedeckt, dessen äußerer Rand von kniehohen Randsteinen gebildet wird. Die Fassade ist gerade und vor ihr liegt eine halbkreisförmige Anordnung von kleinen Menhiren. Der Raum zwischen den Menhiren und der Fassade ist gepflastert. Bei der Ausgrabung wurden einige verbrannte Knochen gefunden. Etwa 450 Meter entfernt steht der Menhir von Island.

Wedge Tomb von Island
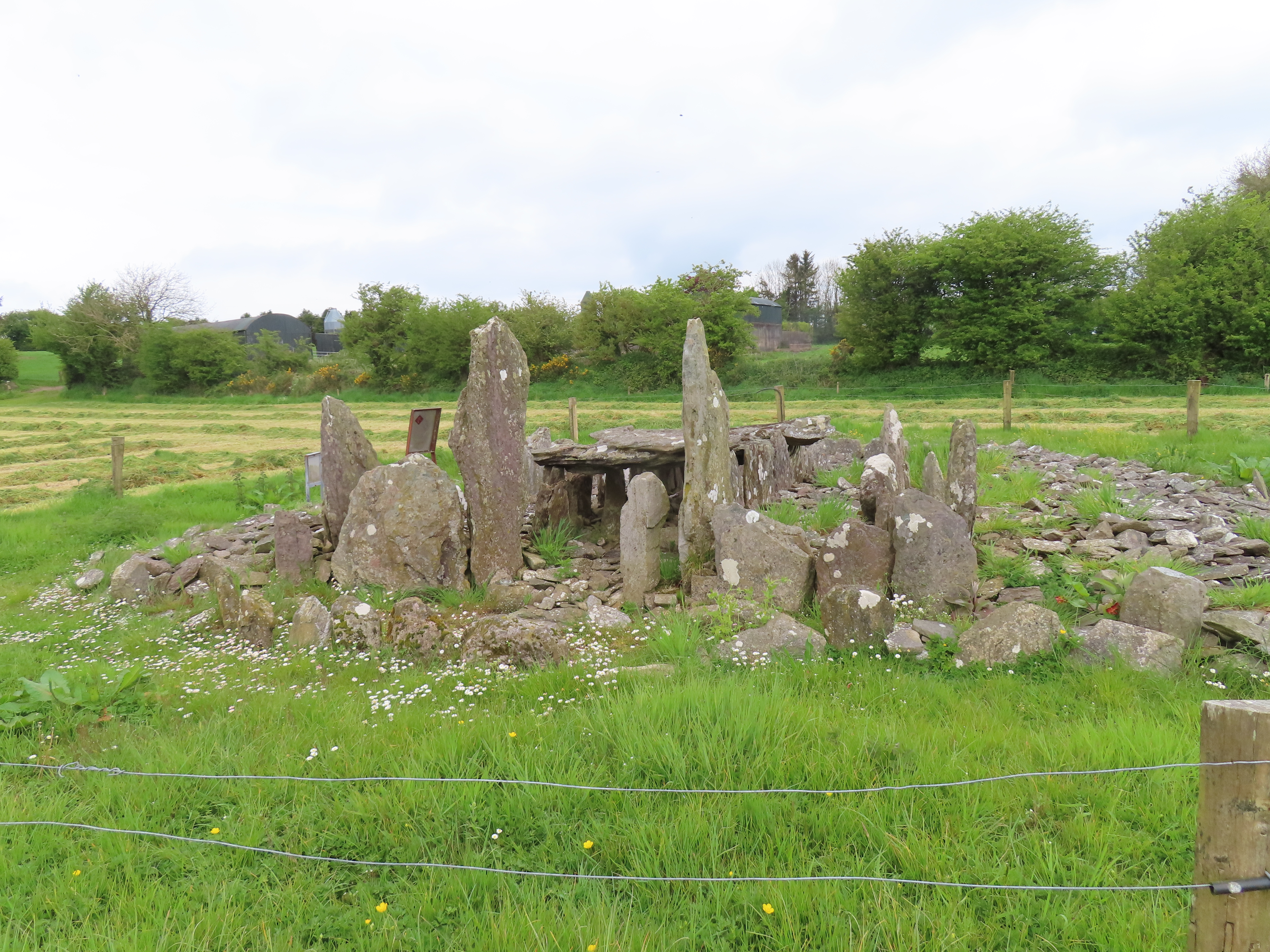
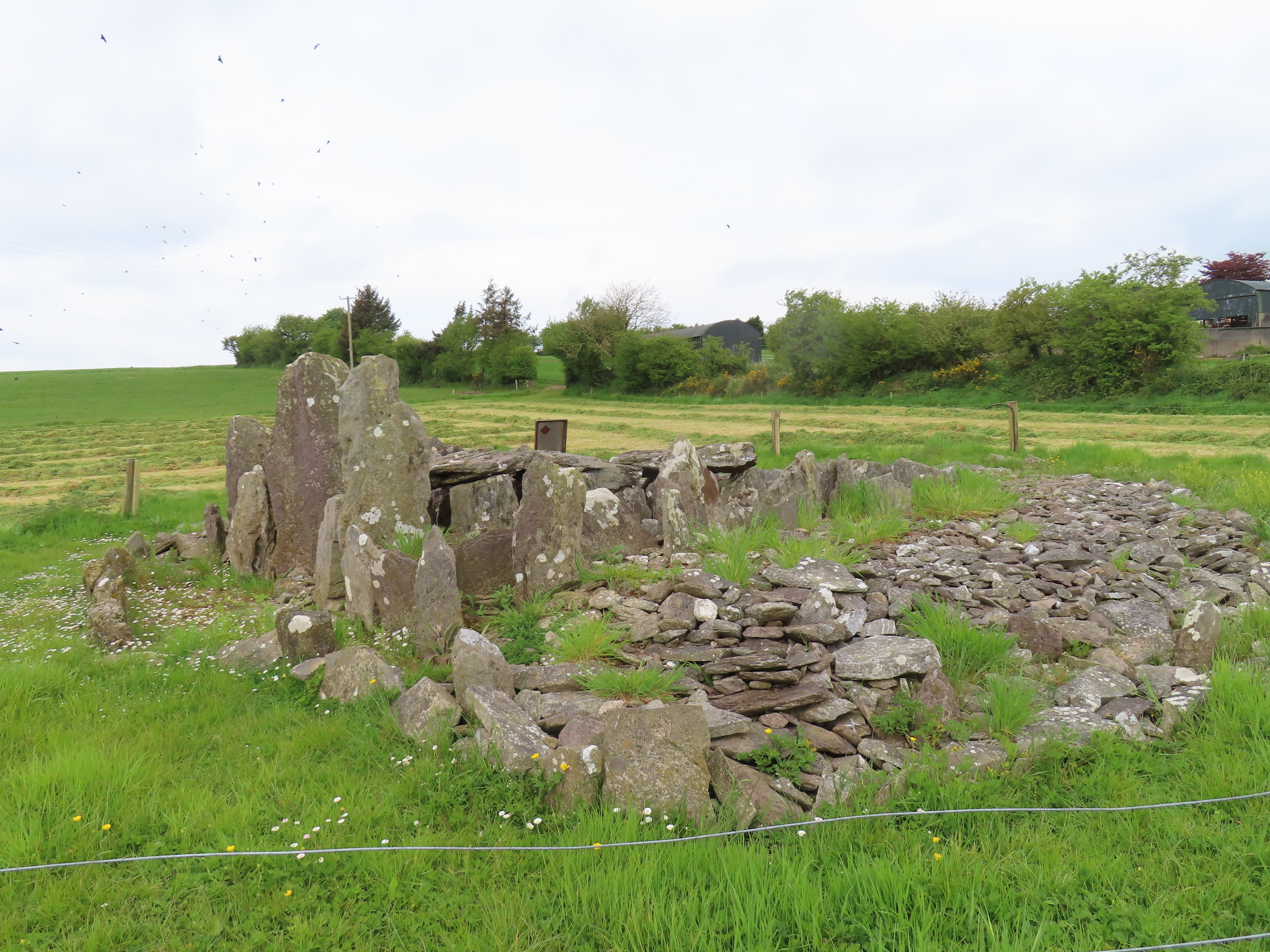
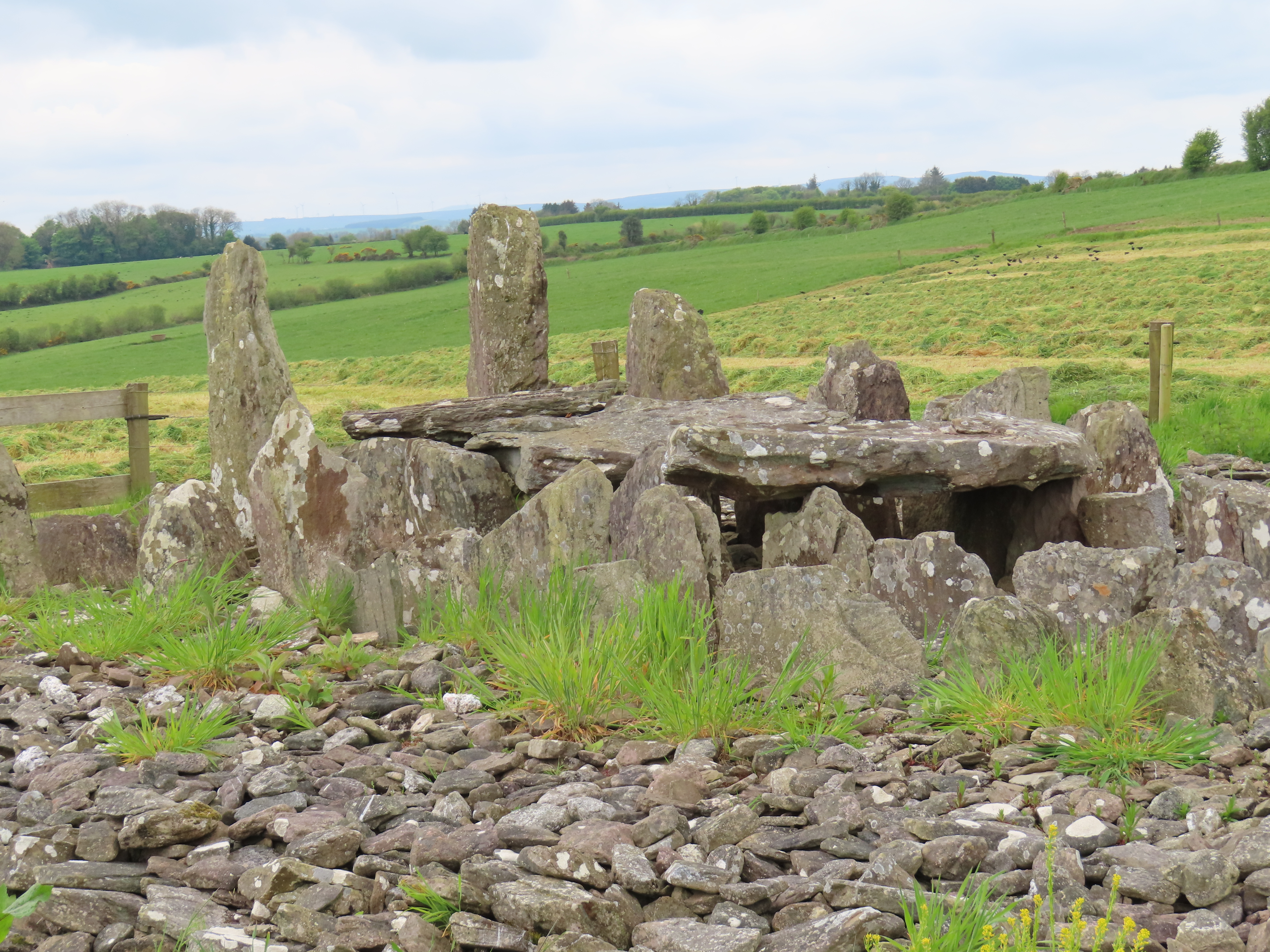
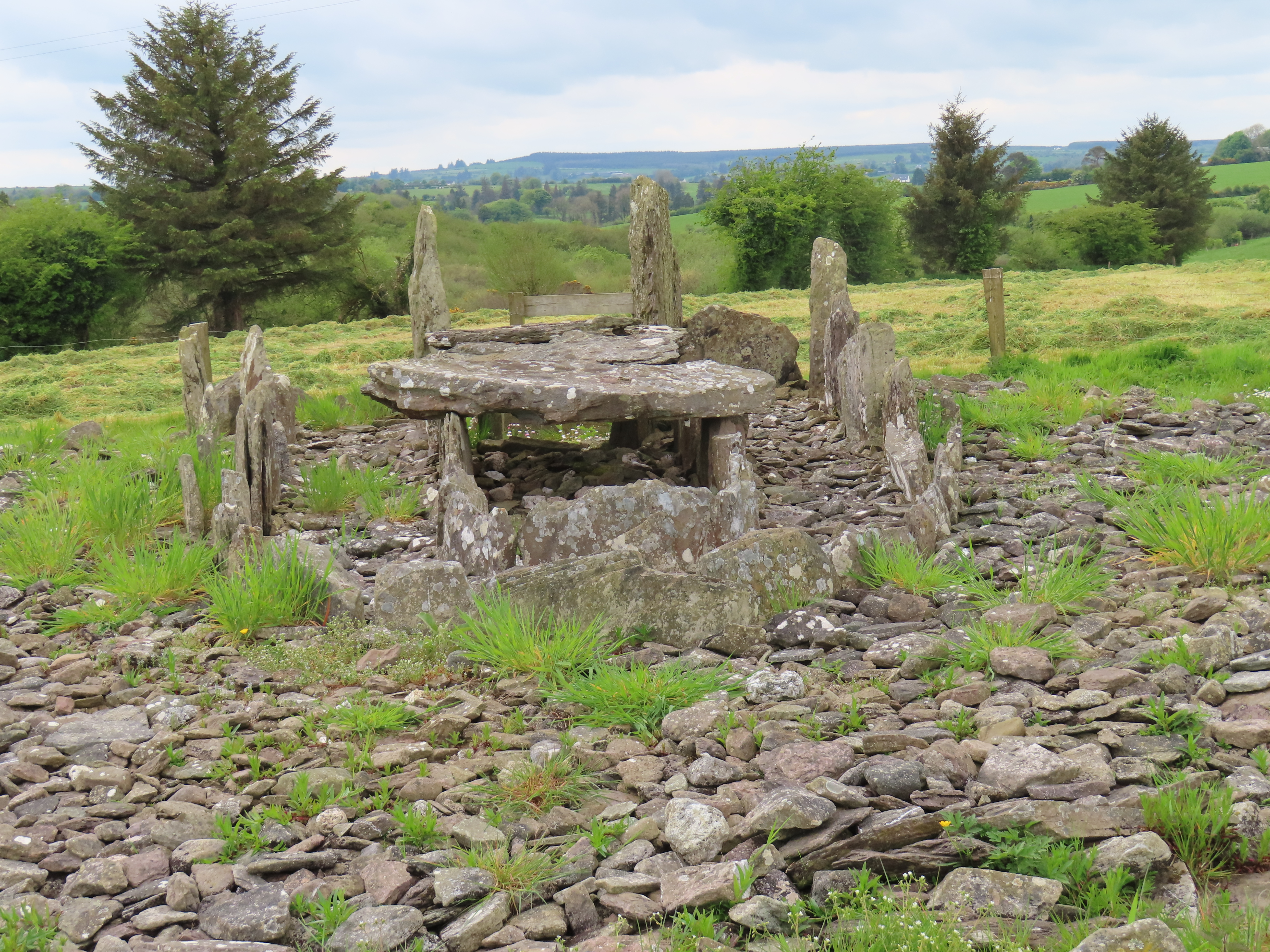